# Reel to Reel
Reel to Reel — debiutancki album amerykańskiego rapera Grand Puby członka Brand Nubian, wydany w 20 października 1992 roku nakładem wytwórni Elektra Records.

## Lista utworów
Opracowano na podstawie źródła.
| #  | Tytuł                                           | Producent                               |
| -- | ----------------------------------------------- | --------------------------------------- |
| 1  | "Check Tha Resume"                              | Grand Puba                              |
| 2  | "360 Degrees (What Goes Around)"                | Grand Puba                              |
| 3  | "That's How We Move It"                         | DJ Shabazz                              |
| 4  | "Check it Out" (gośc. Mary J. Blige)            | Grand Puba                              |
| 5  | "Big Kids Don't Play"                           | Grand Puba                              |
| 6  | "Honey Don't Front"                             | Grand Puba, SD50's                      |
| 7  | "Lickshot"                                      | Grand Puba, SD50's                      |
| 8  | "Ya Know How it Goes"                           | Grand Puba                              |
| 9  | "Reel to Reel"                                  | Grand Puba                              |
| 10 | "Soul Controller"                               | Anthony Latief King                     |
| 11 | "Proper Education"                              | Grand Puba                              |
| 12 | "Back it Up" (gośc. Kid Capri)                  | Grand Puba, Kid Capri                   |
| 13 | "Baby What's Your Name?"                        | Grand Puba                              |
| 14 | "360 Degrees (What Goes Around) (SD50's Remix)" | SD50's                                  |
| 15 | "Who Makes the Loot?"                           | The Brand New Heavies, Orlando Aguillen |

## Notowania
Opracowano na podstawie źródła.

### Album
| Rok  | Album        | Notowanie | Notowanie | Notowanie |
| Rok  | Album        | USA 200   | USA R&B   |           |
| ---- | ------------ | --------- | --------- | --------- |
| 1992 | Reel to Reel | 28        | 14        |           |

### Single
| 'Rok | Utwór                            | Notowanie | Notowanie | Notowanie | Notowanie |
| 'Rok | Utwór                            | USA 100   | Hot R&B   | Hot Rap   | Hot Dance |
| ---- | -------------------------------- | --------- | --------- | --------- | --------- |
| 1992 | "360 Degrees (What Goes Around)" | 68        | 30        | 1         | 21        |
| 1993 | "Check it Out"                   | —         | 85        | 13        | —         |